# Casalfiumanese
Casalfiumanese (en dialecte romanyol: Casêl Fiumanés) és un comune (municipi) de la Ciutat metropolitana de Bolonya (antiga província de Bolonya), a la regió italiana d'Emília-Romanya, situat uns 30 km al sud-est de Bolonya.
L'1 de gener de 2018 tenia 3.460 habitants.
Casalfiumanese limita amb els municipis de: Borgo Tossignano, Castel del Rio, Castel San Pietro Terme, Dozza, Fontanelice, Imola i Monterenzio.

## Llocs d'interès
- Església de San Martino di Pedriolo.

## Gent
- Luca Ghini, metge i botànic italià
- Papa Honori II, Papa del segle XII

## Ciutats agermandes
- Rotondella, Itàlia